# Пактия
Пактия е провинция в източен Афганистан с площ 6432 км² и население 415 000 души (2002). Административен център е град Гардез.

## Административно деление
Провинцията се поделя на 11 общини.